# 2004 PF112
2004 PF112, também escrito como 2004 PF112, é um objeto transnetuniano que está localizado no Cinturão de Kuiper, uma região do Sistema Solar. Este corpo celeste é classificado como um cubewano. Ele possui uma magnitude absoluta de 6,7 e tem um diâmetro estimado com 201 km.

## Descoberta
2004 PF112 foi descoberto no dia 14 de agosto de 2004 pelo astrônomo Marc W. Buie.

## Órbita
A órbita de 2004 PF112 tem uma excentricidade de 0,087 e possui um semieixo maior de 44,925 UA. O seu periélio leva o mesmo a uma distância de 41,031 UA em relação ao Sol e seu afélio a 48,819 UA.